# Две сестры (На террасе)
«Две сестры (На террасе)» (фр. Les Deux Sœurs (Sur la terrasse), англ. Two Sisters (On the Terrace)) — картина, написанная в 1881 году французским художником Пьером Огюстом Ренуаром (Pierre-Auguste Renoir, 1841—1919). Размер картины — 391⁄2 × 317⁄8 дюйма (100,4 × 80,9 см). «Две сестры» (фр. Les Deux Sœurs, иногда переводится как «Сёстры») — это название, данное картине Ренуаром, а «На террасе» — её первым владельцем Полем Дюран-Рюэлем.

## Описание
Картина была написана на террасе Дома Фурнез — ресторана, расположенного на острове на реке Сена, который находился в Шату, западном предместье Парижа. На картине изображена сидящая девушка («старшая сестра»), рядом с которой стоит маленькая девочка («младшая сестра»), которая смотрит прямо на зрителя.  За перилами террасы видна густая зелень, за которой проглядывает река Сена. Ренуар любил это место — незадолго до этого, здесь же им была написана другая известная картина — «Завтрак гребцов».
В качестве «старшей сестры» Ренуару позировала Жанна Дарло (Jeanne Darlot, 1863—1914), будущая актриса, которой на тот момент было 18 лет. Неизвестно, кто позировал в качестве «младшей сестры», но утверждается, что в реальной жизни они не были родственницами.

## История
Ренуар начал работу над картиной в апреле 1881 года, после возвращения из поездки в Алжир. Вскоре она была готова, а 7 июля 1881 года куплена у художника известным маршаном Полем Дюран-Рюэлем (Paul Durand-Ruel) за 1500 франков. Картина была впервые представлена публике на 7-й выставке импрессионистов весной 1882 года. Известно, что после этого (в частности, в 1883 году) она какое-то время находилась в коллекции Шарля Эфрусси (Charles Ephrussi) — коллекционера и издателя, но к 1892 году опять вернулась в коллекцию семьи Дюран-Рюэля.
В 1925 году картина была продана Энни Кобёрн (Annie S. Coburn) из Чикаго за 100 000 долларов. Энни Кобёрн скончалась в 1932 году, завещав картину Чикагскому институту искусств, где она и находится с 1933 года.